# Simeone di Siracusa
Simeone di Siracusa, noto anche come san Simeone di Treviri (in greco Ὁ Ὅσιος Συμεὼν ὁ Πεντάγλωσσος ὁ Σιναΐτης?; Siracusa, tra il 980 e il 990 – Treviri, 1º giugno 1035), è stato un monaco cristiano e santo bizantino, che si trasferì in Germania dove terminò la sua vita come eremita.

## Biografia
Simeone era figlio di un funzionario greco nella città di Siracusa, allora parte dell'impero bizantino.
Egli crebbe a Costantinopoli ove fu educato. Fu per sette anni guida per i pellegrini che si recavano a Gerusalemme ed in Terra santa in genere. Quindi trascorse due anni come monaco nel convento mariano di Betlemme, successivamente si trasferì nel Monastero di Santa Caterina sul Monte Sinai, dove voleva prepararsi a rimanere come monaco residente per il resto della sua vita.
Tuttavia egli fu inviato dal suo abate presso il duca Riccardo II di Normandia, al fine di ottenerne elemosine. Durante il viaggio, la nave che lo trasportava fu attaccata dai pirati, ma egli riuscì a salvarsi sulla riva anatolica. 
Proseguendo quindi il viaggio, incontrò Riccardo, abate di Verdun, ed Eberwino di San Martino (Treviri), che rientravano da Gerusalemme e con i quali proseguì il viaggio fino a Belgrado, ove si dovette separare da loro. Nel 1027 concluse il suo viaggio, ma quando egli giunse a Rouen, Riccardo II era già morto. Recatosi quindi da Eberwino di San Martino, questi lo presentò a Poppone di Babenberg, arcivescovo di Treviri e fu deciso, che Simone avrebbe accompagnato Poppone nel suo pellegrinaggio in Terra Santa (1028 – 1030), visto che Simeone parlava il greco, l'egizio, l'arabo, il siriaco e la lingua romanza. Al suo rientro a Treviri, Simeone aveva percorso un viaggio di 25.000 km. Qui decise, con il consenso di Poppone, di rinchiudersi nella torre romana orientale della Porta Nigra, ove visse come eremita in reclusione ed in preghiera fino alla fine dei suoi giorni.

## Culto
L'arcivescovo Poppone ed Eberwino di San Martino si adoperarono affinché fosse dichiarato santo e fu canonizzato da papa Benedetto IX. Dopo Ulrico di Augusta, egli fu il secondo santo canonizzato ufficialmente. 
Nel 1041 l'arcivescovo Poppone iniziò la ristrutturazione della romana Porta Nigra in chiesa, e con ciò la struttura fu risparmiata dal venire utilizzata come riserva di pietra da costruzione, cosa che avveniva spesso nel medioevo. 
Accanto alla chiesa fu costruito il convento di Simeone, oggi Museo cittadino. La chiesa di san Simeone fu meta di pellegrinaggi e nel 1803 Napoleone Bonaparte dispose per lo smantellamento di gran parte delle aggiunte medievali per ripristinarne l'aspetto di edificio romano.
Il sarcofago tardo-barocco e le reliquie vennero traslate nella chiesa di San Gervasio di Treviri. Dal 1971 a Treviri vi è una nuova parrocchia di San Simeone, ove sono stati traslati il monumento funebre e le reliquie del Santo. Un lezionario greco (Codex Simeonis, 10./11. Jh.) ed un copricapo di San Simeone (secondo la tradizione in pelo di cammello, ma in realtà di lana nera di pecora) sono custoditi nel Tesoro del Duomo di Treviri. Solo nell'era moderna sono andate perse le greche Euchologion (Palestina, prima del 1030) di Simeone, dalle quali Ambrosius Pelargus ancora nel 1540 aveva tradotto le Liturgie di Crisostomo in latino: Divina ac sacra liturgia sancti Ioannis Chrysostomi. Interprete Ambrosio Pelargo Niddano, O. P. (Worms 1541).